# Sorgul roșu (film)
Sorgul roșu (în chineză: 红高粱, Hóng Gāoliang) este un film chinez în regia lui Zhang Yimou (debut regizoral). Filmul a fost distins la berlinalele din 1988 cu premiul Ursul de aur lucru care a produs o serie de controverse în China.

## Rezumat
Acțiunea filmului are loc în provincia chineză Shandong, unde are loc o procesiune de nuntă. Rolul principal îl joacă „Jiuer” (Gong Li), al cărei viitor soț, Li Datou, este bogat, dar bolnav de lepră. După obiceiul vechi din regiune, mireasa este supusă unor probe pentru a constata rezistența ei la suferințe. În lan procesiunea este oprită de hoți, care pretind bani și vor să violeze mireasa, care este salvată de Yu.
Din privirile miresei Jiuer (bunica mea) și a lui Yu (bunicul meu) se poate poate deduce sentimentele de simpatie a celor doi.
La câteva zile părinții fetei află că Jiuer îl ține la distanță pe soț, amenințându-l cu foarfeca. Tatăl care primise de la ginere ca dar pentru fată un măgar, își dojenește fiica. Trecând prin lan, Jiuer este oprită de un om mascat, recunoscând pe fostul ei salvator Yu, fata nu-i opune rezistență, în lan având loc o scenă de dragoste. Întorcându-se acasă, Jiuer află că soțul ei, Li Datou, a fost ucis, astfel ea va prelua conducerea distileriei. După un timp, Yu vine alcoolizat pentru împărți patul conjugal cu Jiuer, care cu ajutorul muncitorilor îl aruncă din casă și-l bat crâncen. Între timp ea va fi răpită de tâlharul Sanpao, care n-a violat-o de teama leprei, dar pretinde bani de răscumpărare. Gelos, Yu amenință hoțul Sanpao cu cuțitul, care în cele din urmă o aduce înapoi pe Jiuer.
Jiuer și Yu vor avea un fiu, vor urma o serie de scene sângeroase cu armata japoneză, lanul este incendiat și oameni care sunt jupuiți de vii sub comanda tâlharului Sanpao care ar fi devenit, după zvonuri, partizan comunist. Într-un conflict cu japonezii Jiuer moare, cerul din cauza incendiilor este colorat roșu, iar Douguan, fiul ei, cântă un cântec trist.

## Distribuție
- Gong Li – „bunica mea”
- Jiang Wen – „bunicul meu”
- Ten Rujun – unchiul Luohan
- Ji Cunhua – un hoț

## Legături externe
- Sorgul roșu la Internet Movie Database
- Red Sorghum la Rotten Tomatoes
- Sorgul roșu (film) la Allmovie
- Red Sorghum Arhivat în 17 august 2016, la Wayback Machine.